# Ясенцы (Могилёвская область)
Я́сенцы (бел. Ясенцы) — деревня в составе Заволочицкого сельсовета Глусского района Могилёвской области Республики Беларусь.

## История
С 2013 года по 2018 год входила в состав Калатичского сельсовета.

## Население
- 1999 год — 13 человек
- 2009 год — 5 человек